# مهرستان
مهرستان (بالفارسية: زابلي) هي مدينة تقع في إيران في قسم. يقدر عدد سكانها بـ 7,672 نسمة .